# Bernard Malamud
Bernard Malamud (26. dubna 1914, Brooklyn, New York – 18. března 1986, Manhattan, New York, USA) byl americký spisovatel, který psal zejména romány a povídky. Spolu se Saulem Bellowem, Josephem Hellerem, Philipem Rothem a Isaacem Bashevisem Singerem patřil k nejvýraznějším židovským autorům 20. století ve Spojených státech.
Jeho román z baseballového prostředí Smolař byl roku 1984 zfilmován s Robertem Redfordem v hlavní roli. Za román Správkař zabývajícím se antisemitismem v Rusku získal Národní knižní cenu a Pulitzerovu cenu.

## Život
Narodil se v roce 1914 v newyorském Brooklynu do rodiny ruských Židů Maxe a Berthy (rozené Fidelmanové) Malamudových. Jeho mladší bratr Eugene, narozený   roce 1917, prožil těžký a osamělý život a zemřel jako padesátník.
Mezi lety 1928 a 1932 studoval střední školu v Brooklynu. Měl rád filmy, zejména pak komedie Charlieho Chaplina. Po ukončení školy se živil doučováním a následně nastoupil na vysokou školu City College of New York, kde získal v roce 1936 bakalářský titul. V roce 1942 obhájil na Kolumbijské univerzitě diplomovou práci o poezii Thomase Hardyho ve Spojených státech a získal tak magisterský titul. Za druhé světové války byl osvobozen z vojenské služby, protože se sám staral o svého ovdovělého otce. Nejprve pracoval pro americký Úřad pro sčítání obyvatel ve Washingtonu, poté učil angličtinu v New Yorku ve večerní škole.
V roce 1949 nastoupil na Oregonskou univerzitu, kde učil první ročníky kompozici a psaní esejů. Tuto jeho zkušenost zachycuje román z roku 1961 Nový život (A New Life). Protože nezískal titul Ph.D., nemohl učit literární kurzy a po mnoho let zůstal na pozici asistenta. Během svého působení na univerzitě se tři dny v týdnu věnoval psaní a postupně se stal důležitým představitelem americké literatury. V roce 1961 nastoupil už jako uznávaný autor na Benningtonskou univerzitu, kde vedl kurzy tvůrčího psaní. Zde působil až do svého odchodu do důchodu. V roce 1967 se stal členem Americké akademie umění a věd.
V roce 1945 se i přes nesouhlas rodičů oženil s Ann De Chiarovou, haitsko-americkou katoličkou a absolventkou Cornellovy univerzity. Do manželství se narodili syn Paul (nar. 1947) a dcera Janna (nar. 1952), která sepsala paměti svého otce vydané pod název Můj otec je knihou (My Father is a Book, 2006).
Malamud zemřel 18. března 1986 na infarkt myokardu ve svém bytě na newyorském Manhattanu. Pohřben je na hřbitově Mount Auburn v Cambridge ve státě Massachusetts.

## Dílo
Malamud psal pečlivě a pomalu, zaměřoval se spíše na kvalitu než kvantitu. Celkem je autorem osmi románů a čtyř povídkových sbírek. Posmrtně vydaná sbírka The Complete Stories (1997) obsahuje 55 povídek.
Svůj první román The Light Sleeper (Lehký spáč) dokončil v roce 1948, později ale rukopis spálil. Prvním vydaným románem byl Smolař (The Natural, 1952), který se stal jedním z jeho nejznámějších a nejsymboličtějších děl. Příběh sleduje život Roye Hobbse, neznámého hráče baseballu středního věku, který se díky svému talentu krátce proslaví jako hvězda. Román byl v roce 1984 zfilmován s Robertem Redfordem v hlavní roli (filmový kritik David Thomson film zhodnotil slovy: „špatný baseball a ještě horší Malamud“[zdroj⁠?!]).
Druhý román, Příručí (The Assistant, 1957), odehrávající se v New Yorku a inspirovaný Malamudovým dětstvím, popisuje život Morrise Bobera, židovského přistěhovalce, který v Brooklynu vlastní obchod s potravinami. Tomuto drobnému neúspěšnému kupci se vnutí příručí, mladý muž, jenž vstupuje do děje jako drobný gangster, kterého však jeho citlivost a schopnost sebeobětování obrozuje a nakonec povznáší k životu, ve kterém se snaží svá provinění odčinit.
Záhy po tomto románu vydal Malamud svůj první soubor krátkých povídek Kouzelný soudek (The Magic Barrel, 1958), který mu vynesl první ze dvou Národních knižních cen, které mu byly během života uděleny. Druhou cenu získal za knihu Správkař (The Fixer, 1966). Tento román inspirovaný skutečným případem Menahema Mendela Beilise popisuje příběh žida Jakova Boka, kterého v carském Rusku neprávem obviní z vraždy, kterou nespáchal, přičemž rozhodnutí o jeho uvěznění probíhá bez soudu. Tragiku příběhu tvoří Bokova vlídnost, která se vlivem domněnek a předsudků stává jeho odsouzením.
Další román pojmenoval Nájemníci (The Tenants, 1971). Odehrává se v New Yorku šedesátých let, kdy se dva rivalští spisovatelé, Harry Lesser a Willie Spearmint, jeden z nich žid a druhý Afroameričan, stávají posledními nájemníky v zašlém, zchátralém bytovém domě. Vzájemný vztah obou mužů prochází bouřlivým vývojem od počáteční profesionální solidarity, přes soupeření v lásce i umění, až k odporu a probuzené rasové nenávisti.

## Témata
V Malamudově díle se odrážejí sociální problémy druhé poloviny dvacátého století: společenské vykořenění, nevěra, zneužívání, rozvody a další. Také ale popisoval lásku jako prostředek ke spáse a oběť jako něco povznášejícího. V jeho spisech často závisí úspěch na spolupráci mezi antagonisty. Například v povídce Kajícníci (The Mourners, 1955) se majitel a nájemník učí ze vzájemného trápení. V povídce Kouzelný soudek (The Magic Barrel, 1958) si dohazovač dělá starosti o svou „padlou“ dceru, zatímco dceru a rabínského studenta k sobě přitahuje jejich potřeba lásky a spásy.

## Ocenění

### Národní knižní cena
- 1959 – za soubor povídek Kouzelný soudek (The Magic Barrel)
- 1967 – za román Správkař (The Fixer)

### Pulitzerova cena (kategorie próza)
- 1967 – za román Správkař (The Fixer)

### Cena O. Henryho
- 1969 – Man in the Drawer

## PEN klub – Malamudova cena
V letech 1979 až 1981 byl Malamud prezidentem amerického PEN klubu.
Od roku 1988 je každoročně udělována na jeho počest Malamudova cena za vynikající díla krátké formy. Cena je spojena s prémií 10 000 USD. Mezi oceněnými byli např. John Updike (1988), Saul Bellow (1989), Eudora Weltyová (1992), Joyce Carol Oatesová (1996), Alice Munroová (1997), Sherman Alexie (2001), Ursula K. Le Guinová (2002) nebo Tobias Wolff (2006).

### Romány
- Smolař (The Natural, 1952), přel. Ervín Hrych, 1968
- Příručí (The Assistant, 1957), přel. Luba a Rudolf Pellarovi, 1972
- Nový život (A New Life, 1961), přel. Lenka Fárová a Jiří Hrubý, 2005
- Správkař (The Fixer, 1966), přel. Zuzana Mayerová, 1985
- Nájemníci (The Tenants, 1971), přel. Miroslav Jindra, 1997
- Dubinovy životy (Dubin's Lives, 1979), přel. Josef Hlavnička, 1999
- Boží milost (God's Grace, 1982), přel. Miroslav Jindra, 1993

### Soubory povídek
- Idioti mají přednost, 1966; přel. Luba a Rudolf Pellarovi (zkrácená verze anglického originálu Idiots First, 1963)
- Život je lepší než smrt, 1995; z anglických originálů přeložil Jan Starý
- Pták židák, 1999; z anglických originálů přeložili Jiří Hrubý, Miroslav Jindra, Eva Kondrysová, Luba a Rudolf Pellarovi, Richard Podaný, Jan Starý, Hana Ulmanová (první kompletní soubor povídek v češtině)

Povídky v těchto 3 souborech jsou překladem z anglických originálů „The Stories of Bernard Malamud“ (1983), „Idiots First“ (1963), „The Complete Stories“ (1997), „The People and Uncollected Stories“ (1989) a „The Magic Barrel“ (1958).

#### České překlady
| Český název povídky             | Název originálu                     | V češtině vyšlo ve sbírce                         | V angličtině vyšlo ve sbírce (výběr)                                                        |
| ------------------------------- | ----------------------------------- | ------------------------------------------------- | ------------------------------------------------------------------------------------------- |
| Příměří                         | Armistice                           | Pták židák (1999)                                 | The Complete Stories (1997); The People and Uncollected Stories (1989)                      |
| Jarní déšť                      | Spring Rain                         | Pták židák (1999); Život je lepší než smrt (1995) | The Complete Stories (1997); The People and Uncollected Stories (1989)                      |
| Koloniál                        | The Grocery Store                   | Pták židák (1999); Život je lepší než smrt (1995) | The Complete Stories (1997); The People and Uncollected Stories (1989)                      |
| Benefice                        | Benefit Performance                 | Pták židák (1999)                                 | The Complete Stories (1997); The People and Uncollected Stories (1989)                      |
| Všechno se to tu změnilo        | The Place is Different Now          | Pták židák (1999); Život je lepší než smrt (1995) | The Complete Stories (1997); The People and Uncollected Stories (1989)                      |
| Stálý zákazník                  | Steady Costumer                     | Pták židák (1999)                                 | The Complete Stories (1997)                                                                 |
| Literární život Labana Goldmana | The Literary Life of Laban Goldman  | Pták židák (1999); Život je lepší než smrt (1995) | The Complete Stories (1997); The People and Uncollected Stories (1989)                      |
| Živobytí                        | The Cost of Living                  | Pták židák (1999); Idioti mají přednost (1966)    | Idiots First (1963); The Stories of Bernard Malamud (1983); The Complete Stories (1997)     |
| Vězení                          | The Prison                          | Pták židák (1999)                                 | The Magic Barrel (1958); The Complete Stories (1997)                                        |
| Prvních sedm let                | The First Seven Years               | Pták židák (1999); Život je lepší než smrt (1995) | The Magic Barrel (1958); The Stories of Bernard Malamud (1983); The Complete Stories (1997) |
| Vy budete moje smrt             | The Death of Me                     | Pták židák (1999); Idioti mají přednost (1966)    | Idiots First (1963); The Stories of Bernard Malamud (1983); The Complete Stories (1997)     |
| Účet                            | The Bill                            | Pták židák (1999)                                 | The Magic Barrel (1958); The Stories of Bernard Malamud (1983); The Complete Stories (1997) |
| Půjčka                          | The Loan                            | Pták židák (1999)                                 | The Magic Barrel (1958); The Stories of Bernard Malamud (1983); The Complete Stories (1997) |
| Přiznání k vraždě               | A Confession of Murder              | Pták židák (1999)                                 | The People and Uncollected Stories (1989); The Complete Stories (1997)                      |
| Rajtky                          | Riding Pants                        | Pták židák (1999)                                 | The People and Uncollected Stories (1989); The Complete Stories (1997)                      |
| Dívka mých snů                  | The Girl of My Dreams               | Pták židák (1999)                                 | The Magic Barrel (1958); The Complete Stories (1997)                                        |
| Kouzelný soudek                 | The Magic Barrel                    | Pták židák (1999)                                 | The Magic Barrel (1958); The Stories of Bernard Malamud (1983); The Complete Stories (1997) |
| Kajícníci                       | The Mourners                        | Pták židák (1999); Život je lepší než smrt (1995) | The Magic Barrel (1958); The Stories of Bernard Malamud (1983); The Complete Stories (1997) |
| Anděl Levine                    | Angel Levine                        | Pták židák (1999)                                 | The Magic Barrel (1958); The Stories of Bernard Malamud (1983); The Complete Stories (1997) |
| Čtení na léto                   | A Summer’s Reading                  | Pták židák (1999)                                 | The Magic Barrel (1958); The Complete Stories (1997)                                        |
| Soucit                          | Take Pity                           | Pták židák (1999); Život je lepší než smrt (1995) | The Magic Barrel (1958); The Stories of Bernard Malamud (1983); The Complete Stories (1997) |
| Výtah                           | The Elevator                        | Pták židák (1999)                                 | The People and Uncollected Stories (1989); The Complete Stories (1997)                      |
| Omluva                          | An Apology                          | Pták židák (1999); Život je lepší než smrt (1995) | The People and Uncollected Stories (1989); The Complete Stories (1997)                      |
| Poslední mohykán                | The Last Mohican                    | Pták židák (1999); Život je lepší než smrt (1995) | The Magic Barrel (1958); The Stories of Bernard Malamud (1983); The Complete Stories (1997) |
| Jezerní paní                    | The Lady of the Lake                | Pták židák (1999)                                 | The Magic Barrel (1958); The Complete Stories (1997)                                        |
| Ejhle, klíč                     | Behold the Key                      | Pták židák (1999)                                 | The Magic Barrel (1958); The Complete Stories (1997)                                        |
| Služčiny střevíce               | The Maid’s Shoes                    | Pták židák (1999); Idioti mají přednost (1966)    | Idiots First (1963); The Stories of Bernard Malamud (1983); The Complete Stories (1997)     |
| Idioti mají přednost            | Idiots First                        | Pták židák (1999); Idioti mají přednost (1966)    | Idiots First (1963); The Stories of Bernard Malamud (1983); The Complete Stories (1997)     |
| Ateliér                         | Still Life                          | Pták židák (1999)                                 | Idiots First (1963); The Complete Stories (1997)                                            |
| Dost možná svatba               | Suppose a Wedding                   | Pták židák (1999)                                 | Idiots First (1963); The Complete Stories (1997)                                            |
| Život je lepší než smrt         | Life is Better Than Death           | Pták židák (1999); Život je lepší než smrt (1995) | Idiots First (1963); The Stories of Bernard Malamud (1983); The Complete Stories (1997)     |
| Pták židák                      | The Jewbird                         | Pták židák (1999)                                 | Idiots First (1963); The Stories of Bernard Malamud (1983); The Complete Stories (1997)     |
| Moje nejmilejší barva je černá  | Black is My Favourite Colour        | Pták židák (1999); Idioti mají přednost (1966)    | Idiots First (1963); The Stories of Bernard Malamud (1983); The Complete Stories (1997)     |
| Nahá kráska                     | Naked Nude                          | Pták židák (1999); Život je lepší než smrt (1995) | Idiots First (1963); The Complete Stories (1997)                                            |
| Německý uprchlík                | The German Refugee                  | Pták židák (1999); Idioti mají přednost (1966)    | Idiots First (1963); The Stories of Bernard Malamud (1983); The Complete Stories (1997)     |
| Volba povolání                  | A Choice of Profession              | Pták židák (1999); Idioti mají přednost (1966)    | Idiots First (1963); The Complete Stories (1997)                                            |
| Pasákova pomsta                 | A Pimp’s Revenge                    | Pták židák (1999)                                 | The Complete Stories (1997)                                                                 |
| Muž ze šuplíku                  | Man in the Drawer                   | Pták židák (1999)                                 | The Stories of Bernard Malamud (1983); The Complete Stories (1997)                          |
| Můj syn vrah                    | My Son the Murderer                 | Pták židák (1999)                                 | The Stories of Bernard Malamud (1983); The Complete Stories (1997)                          |
| Malířovy obrazy                 | Pictures of the Artist              | Pták židák (1999)                                 | The Complete Stories (1997)                                                                 |
| Vymýtání                        | An Exorcism                         | Pták židák (1999)                                 | The People and Uncollected Stories (1989); The Complete Stories (1997)                      |
| Sklář z Benátek                 | Glass Blower of Venice              | Pták židák (1999)                                 | The Complete Stories (1997)                                                                 |
| Boží hněv                       | God’s Wrath                         | Pták židák (1999); Život je lepší než smrt (1995) | The Stories of Bernard Malamud (1983); The Complete Stories (1997)                          |
| Mluvící kůň                     | Talking Horse                       | Pták židák (1999)                                 | The Stories of Bernard Malamud (1983); The Complete Stories (1997)                          |
| Dopis                           | The Letter                          | Pták židák (1999)                                 | The Stories of Bernard Malamud (1983); The Complete Stories (1997)                          |
| Stříbrná koruna                 | The Silver Crown                    | Pták židák (1999); Život je lepší než smrt (1995) | The Stories of Bernard Malamud (1983); The Complete Stories (1997)                          |
| Psaníčka od paničky             | Notes from a Lady at a Dinner Party | Pták židák (1999)                                 | The Complete Stories (1997)                                                                 |
| V důchodu                       | In Retirement                       | Pták židák (1999); Život je lepší než smrt (1995) | The Stories of Bernard Malamud (1983); The Complete Stories (1997)                          |
| Rembrandtova čapka              | Rembrandt’s Hat                     | Pták židák (1999)                                 | The Stories of Bernard Malamud (1983); The Complete Stories (1997)                          |
| Paruka                          | A Wig                               | Pták židák (1999); Život je lepší než smrt (1995) | The People and Uncollected Stories (1989); The Complete Stories (1997)                      |
| Modelka                         | The Model                           | Pták židák (1999); Život je lepší než smrt (1995) | The Stories of Bernard Malamud (1983); The Complete Stories (1997)                          |
| Ztracený hrob                   | A Lost Grave                        | Pták židák (1999); Život je lepší než smrt (1995) | The People and Uncollected Stories (1989); The Complete Stories (1997)                      |
| Zora a hluk                     | Zora’s Noise                        | Pták židák (1999)                                 | The People and Uncollected Stories (1989); The Complete Stories (1997)                      |
| V botanické zahradě             | In Kew Gardens                      | Pták židák (1999)                                 | The People and Uncollected Stories (1989); The Complete Stories (1997)                      |
| Vykoupená Alma                  | Alma Redeemed                       | Pták židák (1999)                                 | The People and Uncollected Stories (1989); The Complete Stories (1997)                      |